# Bリーグ 2019-20
Bリーグ 2019-20は、2019年9月20日から2020年5月9日まで、日本各地で行われる予定だったBリーグの第4回目のシーズンである。新型コロナウイルス感染拡大に伴い、2020年3月27日にシーズン途中での打ち切りが発表された。

## 前年からの変更点
B2プレーオフの出場チームがこれまでの4チームから8チームに増える。出場チームは各地区3位までとワイルドカードの2チームとなる。

## 参加チーム
参加チームならびに地区分けは以下の通りである。

### B1
| 地区   | チーム名                       | 略称    | ホームタウン   | ホームアリーナ                 | ユニフォームサプライヤー | 2018-19所属 | 備考                                                                |
| ------ | ------------------------------ | ------- | -------------- | ------------------------------ | ------------------------ | ----------- | ------------------------------------------------------------------- |
| 東地区 | レバンガ北海道                 | 北海道  | 北海道札幌市   | 北海きたえーる                 | Mizuno                   | B1東        |                                                                     |
| 東地区 | 秋田ノーザンハピネッツ         | 秋田    | 秋田県秋田市   | CNAアリーナ★あきた             | UNDER ARMOUR             | B1東        |                                                                     |
| 東地区 | 宇都宮ブレックス               | 宇都宮  | 栃木県宇都宮市 | ブレックスアリーナ宇都宮       | UNDER ARMOUR             | B1東        | 2019年7月にリンク栃木ブレックスから宇都宮ブレックスにチーム名称変更 |
| 東地区 | 千葉ジェッツ                   | 千葉    | 千葉県船橋市   | 船橋アリーナ                   | UNDER ARMOUR             | B1東        |                                                                     |
| 東地区 | アルバルク東京                 | A東京   | 東京都渋谷区   | 国立代々木競技場第二体育館     | adidas                   | B1東        |                                                                     |
| 東地区 | サンロッカーズ渋谷             | SR渋谷  | 東京都渋谷区   | 青山学院記念館                 | Champion                 | B1東        |                                                                     |
| 中地区 | 川崎ブレイブサンダース         | 川崎    | 神奈川県川崎市 | 川崎市とどろきアリーナ         | asics                    | B1中        |                                                                     |
| 中地区 | 横浜ビー・コルセアーズ         | 横浜    | 神奈川県横浜市 | 横浜国際プール                 | SPALDING                 | B1中        |                                                                     |
| 中地区 | 新潟アルビレックスBB           | 新潟    | 新潟県長岡市   | シティホールプラザアオーレ長岡 | フープスター・サカイ     | B1中        |                                                                     |
| 中地区 | 富山グラウジーズ               | 富山    | 富山県富山市   | 富山市総合体育館               | Fanatics                 | B1中        |                                                                     |
| 中地区 | 三遠ネオフェニックス           | 三遠    | 愛知県豊橋市   | 豊橋市総合体育館               | EGOZARU                  | B1中        |                                                                     |
| 中地区 | シーホース三河                 | 三河    | 愛知県刈谷市   | ウィングアリーナ刈谷           | CONVERSE                 | B1中        |                                                                     |
| 西地区 | 名古屋ダイヤモンドドルフィンズ | 名古屋D | 愛知県名古屋市 | ドルフィンズアリーナ           | asics                    | B1西        |                                                                     |
| 西地区 | 滋賀レイクスターズ             | 滋賀    | 滋賀県大津市   | ウカルちゃんアリーナ           | IN THE PAINT             | B1西        |                                                                     |
| 西地区 | 京都ハンナリーズ               | 京都    | 京都府京都市   | ハンナリーズアリーナ           | hummel                   | B1西        |                                                                     |
| 西地区 | 大阪エヴェッサ                 | 大阪    | 大阪府大阪市   | おおきにアリーナ舞洲           | UNDER ARMOUR             | B1西        |                                                                     |
| 西地区 | 島根スサノオマジック           | 島根    | 島根県松江市   | 松江市総合体育館               | IN THE PAINT             | B2西        |                                                                     |
| 西地区 | 琉球ゴールデンキングス         | 琉球    | 沖縄県沖縄市   | 沖縄市体育館                   | UNDER ARMOUR             | B1西        |                                                                     |

### B2
| 地区   | チーム名                 | 略称     | ホームタウン         | ホームアリーナ                 | ユニフォームサプライヤー | 2018-19所属 | 備考                                                              |
| ------ | ------------------------ | -------- | -------------------- | ------------------------------ | ------------------------ | ----------- | ----------------------------------------------------------------- |
| 東地区 | 青森ワッツ               | 青森     | 青森県青森市         | マエダアリーナ                 | Mizuno                   | B2東        |                                                                   |
| 東地区 | 仙台89ERS                | 仙台     | 宮城県仙台市         | ゼビオアリーナ仙台             | Fanatics                 | B2東        | ホームアリーナがゼビオアリーナ仙台へ変更                          |
| 東地区 | 山形ワイヴァンズ         | 山形     | 山形県天童市         | 山形県総合運動公園総合体育館   | UPSET                    | B2東        |                                                                   |
| 東地区 | 福島ファイヤーボンズ     | 福島     | 福島県郡山市         | 郡山総合体育館                 | ブルファイト             | B2東        |                                                                   |
| 東地区 | 茨城ロボッツ             | 茨城     | 茨城県水戸市         | アダストリアみとアリーナ       | バイオレーラ             | B2東        | ホームアリーナがアダストリアみとアリーナへ変更                    |
| 東地区 | 群馬クレインサンダーズ   | 群馬     | 群馬県前橋市         | ヤマト市民体育館前橋           | hummel                   | B2東        |                                                                   |
| 中地区 | 越谷アルファーズ         | 越谷     | 埼玉県越谷市         | 越谷市立総合体育館             | EGOZARU                  | B3          |                                                                   |
| 中地区 | 東京エクセレンス         | 東京EX   | 東京都板橋区         | 板橋区立小豆沢体育館           | PENALTY                  | B3          |                                                                   |
| 中地区 | アースフレンズ東京Z      | 東京Z    | 東京都大田区         | 大田区総合体育館               | MUNTER                   | B2中        |                                                                   |
| 中地区 | 信州ブレイブウォリアーズ | 信州     | 長野県千曲市、長野市 | ホワイトリング                 | BFIVE                    | B2中        | ホームタウンに長野市が追加、 ホームアリーナがホワイトリングへ変更 |
| 中地区 | Fイーグルス名古屋        | FE名古屋 | 愛知県名古屋市       | 名古屋市枇杷島スポーツセンター | IN THE PAINT             | B2中        |                                                                   |
| 中地区 | 西宮ストークス           | 西宮     | 兵庫県西宮市         | 西宮市立中央体育館             | IN THE PAINT             | B2中        |                                                                   |
| 西地区 | バンビシャス奈良         | 奈良     | 奈良県奈良市         | ならでんアリーナ               | SQUADRA                  | B2西        |                                                                   |
| 西地区 | 広島ドラゴンフライズ     | 広島     | 広島県広島市         | 広島サンプラザホール           | ZHOUKA                   | B2西        |                                                                   |
| 西地区 | 香川ファイブアローズ     | 香川     | 香川県高松市         | 高松市総合体育館               | TRES BASKETBALL          | B2西        |                                                                   |
| 西地区 | 愛媛オレンジバイキングス | 愛媛     | 愛媛県松山市         | 松山市総合コミュニティセンター | BFIVE                    | B2西        |                                                                   |
| 西地区 | ライジングゼファー福岡   | 福岡     | 福岡県福岡市         | 照葉積水ハウスアリーナ         | EGOZARU                  | B1西        | ホームアリーナが照葉積水ハウスリーナへ変更                        |
| 西地区 | 熊本ヴォルターズ         | 熊本     | 熊本県熊本市         | 熊本県立総合体育館             | UNDER ARMOUR             | B2西        |                                                                   |

### 新型コロナウイルス感染拡大に伴う影響について
2020年2月26日、2月24日に示された新型コロナウイルス感染拡大についての国の専門家会議の見解を受け、同年2月28日～3月11日にかけて開催を予定していたB1リーグ戦およびB2リーグ戦の開催延期を発表した。対象となるのは計99試合となる。その後、2月28日、3月14日と15日開催予定の東京EX対Fイーグルス名古屋戦の無観客での実施を発表。3月4日には延期対象試合の代替試合が発表され、さらに11日には、14日以降の無観客での実施試合のスケジュールが発表された。
しかし、新型コロナウイルス感染拡大の更なる状況変化をふまえ、3月16日～17日にかけてリーグ側と選手会、各クラブで改めて議論を実施。その結果、3月20日～4月1日にかけて開催するB1リーグ戦、B2リーグ戦の中止を決定した。対象となるのは計95試合。その後、3月27日、B1第33節以降、B2 第31節以降（第27節代替試合も含む）の全試合の中止、ポストシーズン（Bリーグチャンピオンシップ、B2プレーオフ、B1残留プレーオフ、B1・B2入れ替え戦、B2・B3入れ替え戦）の中止が発表された。

### 2020-21シーズンに向けた昇降格について
2020-21シーズンに向けた昇降格に関し、降格を実施しないことを発表。昇格対象は2クラブとなり、2020-21シーズンはB1所属20クラブ、B2所属16クラブでの編成になる。ただし、地区制、1年後の昇降格制度、2021-22シーズンのB1、B2のチーム数は、今後協議し後日発表。これに伴い、既にB1ライセンスを取得している広島は、「2020-21シーズン B1昇格対象クラブ」となることが決定された。なお、東京EXはライセンス交付条件不履行に伴い、B3の自動降格が決定している。
2020年4月14日、2020-21シーズンの概要が発表された。B1、B2は東西2地区制で、60試合のレギュラーシーズンを戦う。各クラブにおける東西の地区分けは、都道府県コードに従って決定され、同月24日に予定している理事会でのクラブライセンス交付の決定後に発表される。なお、開幕に関しては、10月開幕を予定としているが、状況に合わせて延期の可能性を含めながら、遅くても開幕1カ月前には実施の可否に関する判断を下す。また、B1の優勝を争うチャンピオンシップ、B2のプレーオフは、いずれも各地区の上位3チームとワイルドカードの2チーム、計8チームが参加することが発表された。
同月24日、2020-21シーズンの地区分けが発表された。B1は東西2地区（各10クラブ）に分けることになり、B2からは勝率上位の信州、広島が昇格。B2は東西2地区（各8クラブ）に分けることになり、東京EXのB3への降格に伴い、B3勝率1位の佐賀がB2に昇格することになった。さらに、2020-21シーズン終了後の昇降格に関し、B1からの降格は無し、B2からB1への自動昇格有り（2枠）になる。また、B2とB3間での昇降格が無いことも併せて発表。これにより、B1残留プレーオフ、B1・B2入替戦、B2・B3入替戦は実施されないことになる。2021-22シーズンは、B1は最大22チーム、B2は14クラブとなる。その後、2年かけて18チームに戻すことを想定しており、具体的なやり方については今後協議する。

## オールスターゲーム

### 概要
Bリーグオールスターゲームは、2020年1月18日に北海きたえーるで開催。また、札幌市内のほか、道内数カ所でレバンガ北海道の選手も参加するパブリックビューイングが実施された。

### ユニフォーム
| ★ B.BLACK | ★ B.WHITE |
| B.BLACK   | B.WHITE   |

ユニフォームサプライヤーはアディダス。なお、レフェリーウェアはチャンピオンが提供する。

### メンバー
2019年12月2日、「B.LEAGUE ALL-STAR GAME 2020 IN HOKKAIDO」 出場選手発表会見が行われ、両チームの出場選手とリーグ推薦選手を発表。2018－19シーズンの結果を元に、B.BLACKとB.WHITEに分かれることとなった。
★：キャプテン
| \| ★ B.BLACK \| ★ B.WHITE \| \| HC \| HC \| \| ルカ・パヴィチェヴィッチ（A東京） \| 大野篤史（千葉） \| \| ファン投票G枠 \| ファン投票G枠 \| \| 折茂武彦（北海道） \| 富樫勇樹（千葉） \| \| 比江島慎（栃木） \| 篠山竜青（川崎） \| \| ファン投票SF/ PF・C枠 \| ファン投票SF/ PF・C枠 \| \| ★ライアン・ロシター（栃木） \| ★金丸晃輔（三河） \| \| ジェフ・ギブス（栃木） \| ニック・ファジーカス（川崎） \| \| 竹内公輔（栃木） \| 熊谷尚也（川崎） \| \| B.LEAGUE推薦枠 \| B.LEAGUE推薦枠 \| \| 多嶋朝飛（北海道） \| 細谷将司（秋田） \| \| 竹内譲次（A東京） \| セバスチャン・サイズ（SR渋谷） \| \| 田中大貴（A東京） \| ダバンテ・ガードナー（三河） \| \| 田渡凌（横浜） \| 張本天傑（名古屋D） \| \| 宇都直輝（富山） \| シェーファーアヴィ幸樹（滋賀） \| \| アイラ・ブラウン（大阪） \| 田代直希（琉球） \| \| SNS投票枠 \| SNS投票枠 \| \| 桜井良太（北海道） \| 大塚裕土（川崎） \| | 1. 多嶋朝飛（北海道） 2. 桜井良太（北海道） 3. 富樫勇樹（千葉） 4. 篠山竜青（川崎） 5. 五十嵐圭（新潟） 1. 折茂武彦（北海道） 2. ニック・ファジーカス（川崎） 3. 西川貴之（三遠） 4. 金丸晃輔（三河） 5. 松井啓十郎（京都） 6. 佐藤公威（島根） 1. マーキース・カミングス（北海道） 2. セバスチャン・サイズ（SR渋谷） 3. シェーファーアヴィ幸樹（滋賀） 4. アイラ・ブラウン（大阪） |
| ★ B.BLACK | ★ B.WHITE |
| HC | HC |
| ルカ・パヴィチェヴィッチ（A東京） | 大野篤史（千葉） |
| ファン投票G枠 | ファン投票G枠 |
| 折茂武彦（北海道） | 富樫勇樹（千葉） |
| 比江島慎（栃木） | 篠山竜青（川崎） |
| ファン投票SF/ PF・C枠 | ファン投票SF/ PF・C枠 |
| ★ライアン・ロシター（栃木） | ★金丸晃輔（三河） |
| ジェフ・ギブス（栃木） | ニック・ファジーカス（川崎） |
| 竹内公輔（栃木） | 熊谷尚也（川崎） |
| B.LEAGUE推薦枠 | B.LEAGUE推薦枠 |
| 多嶋朝飛（北海道） | 細谷将司（秋田） |
| 竹内譲次（A東京） | セバスチャン・サイズ（SR渋谷） |
| 田中大貴（A東京） | ダバンテ・ガードナー（三河） |
| 田渡凌（横浜） | 張本天傑（名古屋D） |
| 宇都直輝（富山） | シェーファーアヴィ幸樹（滋賀） |
| アイラ・ブラウン（大阪） | 田代直希（琉球） |
| SNS投票枠 | SNS投票枠 |
| 桜井良太（北海道） | 大塚裕土（川崎） |

### 結果
| B.LEAGUE ALL STAR GAME 2020 | B.LEAGUE ALL STAR GAME 2020 | B.LEAGUE ALL STAR GAME 2020 | B.LEAGUE ALL STAR GAME 2020 | B.LEAGUE ALL STAR GAME 2020 | B.LEAGUE ALL STAR GAME 2020 | 2020年1月18日(土) 19:10 | 2020年1月18日(土) 19:10 |      |
| | ★B.BLACK | ★B.BLACK | 123 – 117 | ★B.WHITE | ★B.WHITE | レフェリー: 阿部聖／相原伸康／安西郷史 試合概要 B.BLACKが3年ぶりの勝利。MVPは、14得点、2リバウンド、3アシストをマークしたレバンガ北海道の折茂武彦が受賞した。 |                         |      |
| チームリーダー | チームスタッツ | クォーター・スコア | チームスタッツ | チームリーダー | | レフェリー: 阿部聖／相原伸康／安西郷史 試合概要 B.BLACKが3年ぶりの勝利。MVPは、14得点、2リバウンド、3アシストをマークしたレバンガ北海道の折茂武彦が受賞した。 |                         |      |
| 得点30:ライアン・ロシター アシスト10:ライアン・ロシター リバウンド17:ライアン・ロシター スティール5：アイラ・ブラウン                                                            | FG% : 51.0% 3P% : 49% リバウンド : 49 アシスト : 34 TO : 13 PF : 10 2勝2敗 | 30-32 39-31 16-28 38-26 | 56.7% : FG% 40.9% : 3P% 39 : リバウンド 25 : アシスト 6 : TO 1 : PF 2勝2敗 | 得点26:セバスチャン・サイズ アシスト11:富樫勇樹 リバウンド12:セバスチャン・サイズ スティール3：ニック・ファジーカス,ダバンテ・ガードナー                                         | | レフェリー: 阿部聖／相原伸康／安西郷史 試合概要 B.BLACKが3年ぶりの勝利。MVPは、14得点、2リバウンド、3アシストをマークしたレバンガ北海道の折茂武彦が受賞した。 |                         |      |
| | FG% : 51.0% 3P% : 49% リバウンド : 49 アシスト : 34 TO : 13 PF : 10 2勝2敗 | | 56.7% : FG% 40.9% : 3P% 39 : リバウンド 25 : アシスト 6 : TO 1 : PF 2勝2敗 | | | レフェリー: 阿部聖／相原伸康／安西郷史 試合概要 B.BLACKが3年ぶりの勝利。MVPは、14得点、2リバウンド、3アシストをマークしたレバンガ北海道の折茂武彦が受賞した。 |                         |      |
| 北海きたえーる / 入場者数: 5,073人 / TV:NHK （BS1）、J SPORTS 3、FOXスポーツ&エンターテイメント、日テレNEWS24、スカチャン1、バスケットLIVE、DAZN、バスケットLIVE for Prime Video | 北海きたえーる / 入場者数: 5,073人 / TV:NHK （BS1）、J SPORTS 3、FOXスポーツ&エンターテイメント、日テレNEWS24、スカチャン1、バスケットLIVE、DAZN、バスケットLIVE for Prime Video | 北海きたえーる / 入場者数: 5,073人 / TV:NHK （BS1）、J SPORTS 3、FOXスポーツ&エンターテイメント、日テレNEWS24、スカチャン1、バスケットLIVE、DAZN、バスケットLIVE for Prime Video | 北海きたえーる / 入場者数: 5,073人 / TV:NHK （BS1）、J SPORTS 3、FOXスポーツ&エンターテイメント、日テレNEWS24、スカチャン1、バスケットLIVE、DAZN、バスケットLIVE for Prime Video | 北海きたえーる / 入場者数: 5,073人 / TV:NHK （BS1）、J SPORTS 3、FOXスポーツ&エンターテイメント、日テレNEWS24、スカチャン1、バスケットLIVE、DAZN、バスケットLIVE for Prime Video | 北海きたえーる / 入場者数: 5,073人 / TV:NHK （BS1）、J SPORTS 3、FOXスポーツ&エンターテイメント、日テレNEWS24、スカチャン1、バスケットLIVE、DAZN、バスケットLIVE for Prime Video | 詳細 | 詳細                    | 詳細 |

### 観客動員
一般販売チケットは、4年続けて売り出し直後での完売となり、会場は満員の5,073人となった。チケット購入者のうち、男女比率では女性が62%であった。このほか、オールスターゲーム開催に伴う、北海道に対する約3.5億円の経済効果、約9.3億円の北海道地域におけるプロモーション効果（メディア露出価値）も見られた。

## B1結果

### レギュラーシーズン
| B1       |          |                                |    |    |      |
| 東地区   |          |                                |    |    |      |
| 地区順位 | 全体順位 | チーム                         | 勝 | 敗 | 勝率 |
| 1        | 1        | アルバルク東京                 | 32 | 9  | .780 |
| 2        | 3        | 宇都宮ブレックス               | 31 | 9  | .775 |
| 3        | 4        | 千葉ジェッツ                   | 28 | 12 | .700 |
| 4        | 5        | サンロッカーズ渋谷             | 27 | 14 | .659 |
| 5        | 10       | 秋田ノーザンハピネッツ         | 19 | 22 | .463 |
| 6        | 14       | レバンガ北海道                 | 13 | 27 | .325 |
| 中地区   |          |                                |    |    |      |
| 地区順位 | 全体順位 | チーム                         | 勝 | 敗 | 勝率 |
| 1        | 2        | 川崎ブレイブサンダース         | 31 | 9  | .775 |
| 2        | 11       | シーホース三河                 | 18 | 23 | .439 |
| 3        | 12       | 富山グラウジーズ               | 17 | 24 | .415 |
| 4        | 15       | 新潟アルビレックスBB           | 13 | 28 | .317 |
| 5        | 16       | 横浜ビー・コルセアーズ         | 11 | 30 | .268 |
| 6        | 18       | 三遠ネオフェニックス           | 5  | 36 | .122 |
| 西地区   |          |                                |    |    |      |
| 地区順位 | 全体順位 | チーム                         | 勝 | 敗 | 勝率 |
| 1        | 6        | 琉球ゴールデンキングス         | 27 | 14 | .659 |
| 2        | 7        | 大阪エヴェッサ                 | 26 | 15 | .634 |
| 3        | 8        | 滋賀レイクスターズ             | 21 | 20 | .512 |
| 4        | 9        | 京都ハンナリーズ               | 20 | 21 | .488 |
| 5        | 13       | 名古屋ダイヤモンドドルフィンズ | 17 | 24 | .415 |
| 6        | 17       | 島根スサノオマジック           | 11 | 30 | .268 |

### B1個人スタッツリーダー
| # | 得点                         | 得点 | リバウンド                 | リバウンド | アシスト       | アシスト | スティール                 | スティール |
| # | 選手名                       | avg  | 選手名                     | avg        | 選手名         | avg      | 選手名                     | avg        |
| - | ---------------------------- | ---- | -------------------------- | ---------- | -------------- | -------- | -------------------------- | ---------- |
| 1 | ダバンテ・ガードナー (三河)  | 23.4 | ジャック・クーリー (琉球） | 13.3       | 富樫勇樹(千葉) | 6.5      | ベンドラメ礼生(SR渋谷)     | 1.8        |
| 2 | ニック・ファジーカス(川崎）  | 23.2 | ジョシュ・ハレルソン(大阪) | 12.7       | 齋藤拓実(滋賀) | 5.4      | レオ・ライオンズ(富山)     | 1.6        |
| 3 | デイヴィッド・サイモン(京都) | 22.7 | ニック・ファジーカス(川崎) | 11.0       | 並里成(琉球)   | 5.2      | ライアン・ロシター(宇都宮) | 1.6        |

| # | ブロックショット             | ブロックショット | 3P成功率                    | 3P成功率 | FT成功率         | FT成功率 |
| # | 選手名                       | avg              | 選手名                      | %        | 選手名           | %        |
| - | ---------------------------- | ---------------- | --------------------------- | -------- | ---------------- | -------- |
| 1 | ジョーダン・ヒース(川崎)     | 1.5              | 松井啓十郎 (京都)           | 47.2     | 金丸晃輔 (三河)  | 97.4     |
| 2 | デイヴィッド・サイモン(京都) | 1.3              | ジョーダン・ヒース(川崎)    | 47.1     | 松井啓十郎(京都) | 94.9     |
| 3 | ジョシュ・ハレルソン(大阪)   | 1.1              | ニック・ファジーカス (川崎) | 41.9     | 田中大貴(A東京)  | 88.7     |

## B2結果

### レギュラーシーズン
| B2       |          |                                             |    |    |      |
| 東地区   |          |                                             |    |    |      |
| 地区順位 | 全体順位 | チーム                                      | 勝 | 敗 | 勝率 |
| 1        | 3        | 仙台89ERS                                   | 35 | 12 | .745 |
| 2        | 4        | 群馬クレインサンダーズ                      | 34 | 13 | .723 |
| 3        | 7        | 茨城ロボッツ                                | 26 | 21 | .553 |
| 4        | 11       | 青森ワッツ                                  | 21 | 26 | .447 |
| 5        | 14       | 福島ファイヤーボンズ                        | 16 | 31 | .340 |
| 6        | 18       | 山形ワイヴァンズ                            | 8  | 39 | .170 |
| 中地区   |          |                                             |    |    |      |
| 地区順位 | 全体順位 | チーム                                      | 勝 | 敗 | 勝率 |
| 1        | 1        | 信州ブレイブウォリアーズ                    | 40 | 7  | .851 |
| 2        | 5        | 西宮ストークス                              | 29 | 18 | .617 |
| 3        | 8        | ファイティングイーグルス名古屋              | 25 | 22 | .532 |
| 4        | 10       | 東京エクセレンス ライセンス不交付により降格 | 21 | 26 | .447 |
| 5        | 15       | 越谷アルファーズ                            | 15 | 32 | .319 |
| 6        | 16       | アースフレンズ東京Z                         | 12 | 35 | .255 |
| 西地区   |          |                                             |    |    |      |
| 地区順位 | 全体順位 | チーム                                      | 勝 | 敗 | 勝率 |
| 1        | 2        | 広島ドラゴンフライズ                        | 40 | 7  | .851 |
| 2        | 6        | 香川ファイブアローズ                        | 27 | 20 | .574 |
| 3        | 9        | 愛媛オレンジバイキングス                    | 24 | 23 | .511 |
| 4        | 12       | 熊本ヴォルターズ                            | 20 | 27 | .426 |
| 5        | 13       | バンビシャス奈良                            | 18 | 29 | .383 |
| 6        | 17       | ライジングゼファー福岡                      | 12 | 35 | .255 |

|  | B1昇格 |  | B3降格 |

### B2個人スタッツリーダー
| # | 得点                                     | 得点 | リバウンド                   | リバウンド | アシスト                       | アシスト | スティール       | スティール |
| # | 選手名                                   | avg  | 選手名                       | avg        | 選手名                         | avg      | 選手名           | avg        |
| - | ---------------------------------------- | ---- | ---------------------------- | ---------- | ------------------------------ | -------- | ---------------- | ---------- |
| 1 | チェハーレス・タプスコット (愛媛)        | 30.0 | ケビン・コッツァー (香川）   | 15.0       | 石川海斗(熊本)                 | 9.3      | 杉本慶(FE名古屋) | 1.7        |
| 2 | アンドリュー・フィッツジェラルド (奈良） | 27.1 | ライアン・ステファン(東京EX) | 13.6       | ジョーダン・フェイゾン(東京EX) | 6.3      | 神原裕司(福島)   | 1.7        |
| 3 | ジョーダン・フェイゾン(東京EX)           | 23.9 | グレゴリー・エチェニケ(広島) | 12.1       | 杉本慶(FE名古屋)               | 6.2      | 増子匠(東京Z)    | 1.6        |

| # | ブロックショット               | ブロックショット | 3P成功率        | 3P成功率 | FT成功率                         | FT成功率 |
| # | 選手名                         | avg              | 選手名          | %        | 選手名                           | %        |
| - | ------------------------------ | ---------------- | --------------- | -------- | -------------------------------- | -------- |
| 1 | ウェイン・マーシャル(信州)     | 2.1              | 田中成也 (広島) | 42.8     | 横江豊 (奈良)                    | 92.8     |
| 2 | ナンナ・エグー (東京Z)         | 1.9              | 福澤晃平(茨城)  | 42.3     | 宮崎恭行 (FE名古屋)              | 88.4     |
| 3 | ジョーダン・フェイゾン(東京EX) | 1.8              | 下山大地 (青森) | 42.2     | ジョシュ・ホーキンソン(FE名古屋) | 87.3     |

## 個人表彰
2020年5月8日～10にかけてオンラインで個人表彰が発表された。
| 賞                             | 受賞者                 | 所属                   |
| ------------------------------ | ---------------------- | ---------------------- |
| 最優秀選手（MVP）              | 田中大貴               | A東京                  |
| ベストファイブ                 | ライアン・ロシター     | 宇都宮                 |
| ベストファイブ                 | 富樫勇樹               | 千葉                   |
| ベストファイブ                 | 田中大貴               | A東京                  |
| ベストファイブ                 | 藤井祐眞               | 川崎                   |
| ベストファイブ                 | 金丸晃輔               | 三河                   |
| ベスト6thマン                  | 藤井祐眞               | 川崎                   |
| 新人賞                         | 前田悟                 | 富山                   |
| 新人賞ベストファイブ           | コー・フリッピン       | 千葉                   |
| 新人賞ベストファイブ           | 前田悟                 | 富山                   |
| 新人賞ベストファイブ           | 熊谷航                 | 三河                   |
| 新人賞ベストファイブ           | 河村勇輝               | 三遠                   |
| 新人賞ベストファイブ           | シェーファーアヴィ幸樹 | 滋賀                   |
| ベストディフェンダー賞         | 藤井祐眞               | 川崎                   |
| 最優秀審判賞                   | 加藤誉樹               | 加藤誉樹               |
| B2最優秀選手（MVP）            | グレゴリー・エチェニケ | 広島                   |
| ベストタフショット賞           | 石井講祐               | SR渋谷                 |
| レギュラーシーズンMIP          | 田渡凌                 | 横浜                   |
| 功労賞                         | 折茂武彦               | 北海道                 |
| マスコットオブザイヤー         | ジャンボくん           | 千葉                   |
| 入場者数NO1クラブ              | 千葉ジェッツ           | 千葉ジェッツ           |
| ソーシャルメディア最優秀クラブ | 川崎ブレイブサンダース | 川崎ブレイブサンダース |
| ホスピタリティNO1クラブ        | 川崎ブレイブサンダース | 川崎ブレイブサンダース |
| BREAK THE BORDER賞             | 馬場雄大               | 馬場雄大               |
| BREAK THE BORDER賞             | CUE4                   |                        |

## できごと
- 2020年1月10日 - ノースカロライナ大学ウィルミントン校（英語版）のテーブス海が宇都宮ブレックスに特別指定選手として入団[31]。
- 1月18日 - Bリーグオールスターゲームが開催され、ライアン・ロシター（B.BLACK、宇都宮ブレックス）が同大会史上初のトリプルダブルを達成した[32]。
- 1月25日 - 福岡第一高等学校3年生で特別指定選手、三遠ネオフェニックスの河村勇輝が千葉ジェッツふなばし戦で、史上最年少となる18歳8ヶ月23日で出場し、8得点・3アシストなどを記録（従来の最年少記録はダシルバヒサシの18歳9ヶ月17日）[33]。
- 3月15日 - シーホース三河の金丸晃輔が横浜ビー・コルセアーズ戦で、史上最多タイとなる1試合11本の3Pを成功（富樫勇樹に並ぶ）[34]。

## 2020-21シーズンライセンス審査結果
2020年4月24日、理事会において、2020-21シーズンにおけるクラブライセンス交付の決定が発表された。なお、東京EXは制裁により、B2ライセンス申請資格を有さないことになった。
 B1ライセンス 
- B1 : 北海道、秋田、宇都宮、千葉、A東京、SR渋谷、川崎、横浜、新潟、富山、三遠、三河、名古屋D、滋賀、京都、大阪、島根、琉球
- B2 : 仙台、茨城、群馬、信州、広島、熊本

 B2ライセンス 
- B2 : 青森、山形、福島、越谷、東京Z、FE名古屋、奈良、西宮、香川、愛媛、福岡
- B3 : 岩手、埼玉、岡山、佐賀